# 三街镇 (灵川县)
三街镇，是中华人民共和国广西壮族自治区桂林市灵川县下辖的一个乡镇级行政单位。

## 行政区划
三街镇下辖以下地区：
三街社区、三街村、狮象村、普贤村、五福村、龙门村、龙坪村、广化村、千秋村、溶流村、溶江村和潞江村。

## 中国传统村落
2012年，溶流上村被评为首批“中国传统村落”。